# Fuero General de Navarra
El Fuero General de Navarra es un obra jurídica anónima que «se fue construyendo a partir del matriz del Fuero Antiguo o Viejo, cuerpo que consta de un prólogo y doce artículos, y que fue incorporando quizás unas décadas más tarde al Fuero de Tudela y a las redacciones del Fuero General de Navarra». Está escrito en romance navarro aunque contiene algunos términos en vascuence navarro. Es «uno de los más enigmáticos documentos de la historia del derecho español».
Su contenido jurídico regula las instituciones de derecho público y privado en base al derecho consuetudinario. Es el «principal ordenamiento navarro medieval» compilado de fuentes muy diversas y heterogéneas como el Fuero Antiguo, fueros locales o municipales, especialmente de Tudela, Estella y Pamplona, así como de sentencias y notas jurisprudenciales emanadas de la Curia regia, disposiciones reales, privilegios, costumbres populares, etc.

## Historia

### El Fuero Antiguo de 1238
Ante la llegada al trono de un rey foráneo, Teobaldo I de Navarra, conde de Champaña, «los nobles le hicieron jurar los fueros, que hasta entonces no habían tenido una plasmación escrita, institucionalizando de manera solemne el pactismo navarro». Contenía «un texto breve compuesto de un prólogo y doce capítulos» que posteriormente acabaría integrado en el Fuero General de Navarra.
En varios aspectos recuerda a la Carta Magna Inglesa de 1215 que también tuvo como origen la lucha entre los nobles y el rey. Sin embargo, la de navarra es más restrictiva para el monarca y extensa, con una enunciación sistemática y bastante completa de los derechos públicos y privados que ostentaban de forma tradicional los navarros. Teniendo en cuenta el contexto de la Baja Edad Media, tenía una base democrática consuetudinaria, dada por la costumbre, con perjuicio de la nobleza, incluidos los infanzones. Para la época, sin ser una auténtica democracia, y aún con privilegios en favor de la clase nobiliaria, estos los ostentaban en la Corte, mientras que en pueblos y valles las libertades eran universales.
En el Título I del libro I se recordaba al rey que en Navarra era el pueblo quien lo alzaba como tal, con obligación de jurar los fueros antes de ser proclamado como rey. Si el rey era de otro lugar no podía nombrar más de cinco funcionarios extranjeros. Que el rey no podía hacer Corte sin el consejo de los ricoshombres, así como tampoco guerra, ni paz ni tregua sin el consejo de los mismos.
En cuanto a la prestación militar, todos los navarros debían luchar por el reino hasta el río Ebro y que fuera de este límite el rey, al tercer día, los debía de abonar como mercenarios.

### Amejoramientos medievales
Fue modificado, al menos, dos veces: en 1330, con Felipe III de Navarra y en 1418 con Carlos III, siendo llamadas estas reformas amejoramientos.
La presencia de este texto, que reflejaba el derecho navarro y que se mantiene en vigor y permanece en el orden de prelación de fuentes hasta el siglo XIX, hizo que el derecho romano o derecho común tuviera una presencia tardía en Navarra.
En la actualidad existe el Fuero Nuevo de Navarra, realizado en 1973, todavía en vigor, en relación con el derecho privado aplicable en la Comunidad Foral de Navarra.

## Contenido del Fuero General
Se articula en seis libros, cada uno de ellos se subdivide en títulos, y estos en capítulos. Todos ellos llevan su respectivo epígrafe de contenido.
- Libro Primero. Del Fuero del Reino de Navarra.
- Libro Segundo: Que trata de juicios, de contiendas, de particiones, de tenencias, de testigos, de cartas, de juras, de alzas.
- Libro Tercero: Que trata de iglesias, y abadías, de diezmos, de los que son acusados por los villanos del Rey, y de los monasterios, de infanzones de abarca, de los villanos encartados, de moros […] de sepulturas, de órdenes.
- Libro Cuarto. En el cual se habla de casamientos, y de las cosas que pertenecen a ellos.
- Libro Quinto: En el cual habla de peleas, y heridas, de homicidios, de raptos, de robos, de hurtos, de logro, de falsarios, de caza, de multas, de penas y de excomuniones.
- Libro Sexto: En el cual habla de pastos, de talas, de contribuciones, de aguas, de molinos y de fraudes.

## Ediciones del Fuero General

### Ejemplares manuscritos
Antes de la imprenta eran muy pocos los ejemplares disponibles del Fuero General por su costosa elaboración, tanto en tiempo como en materiales; por este motivo, los jueces y cargos públicos carecían de ejemplares suficientes y los que había eran defectuosos o estaban incompletos. Además, a causa de los errores de los copistas, los ejemplares presentaban diferencias, lo que creaba problemas para la aplicación de las normas.

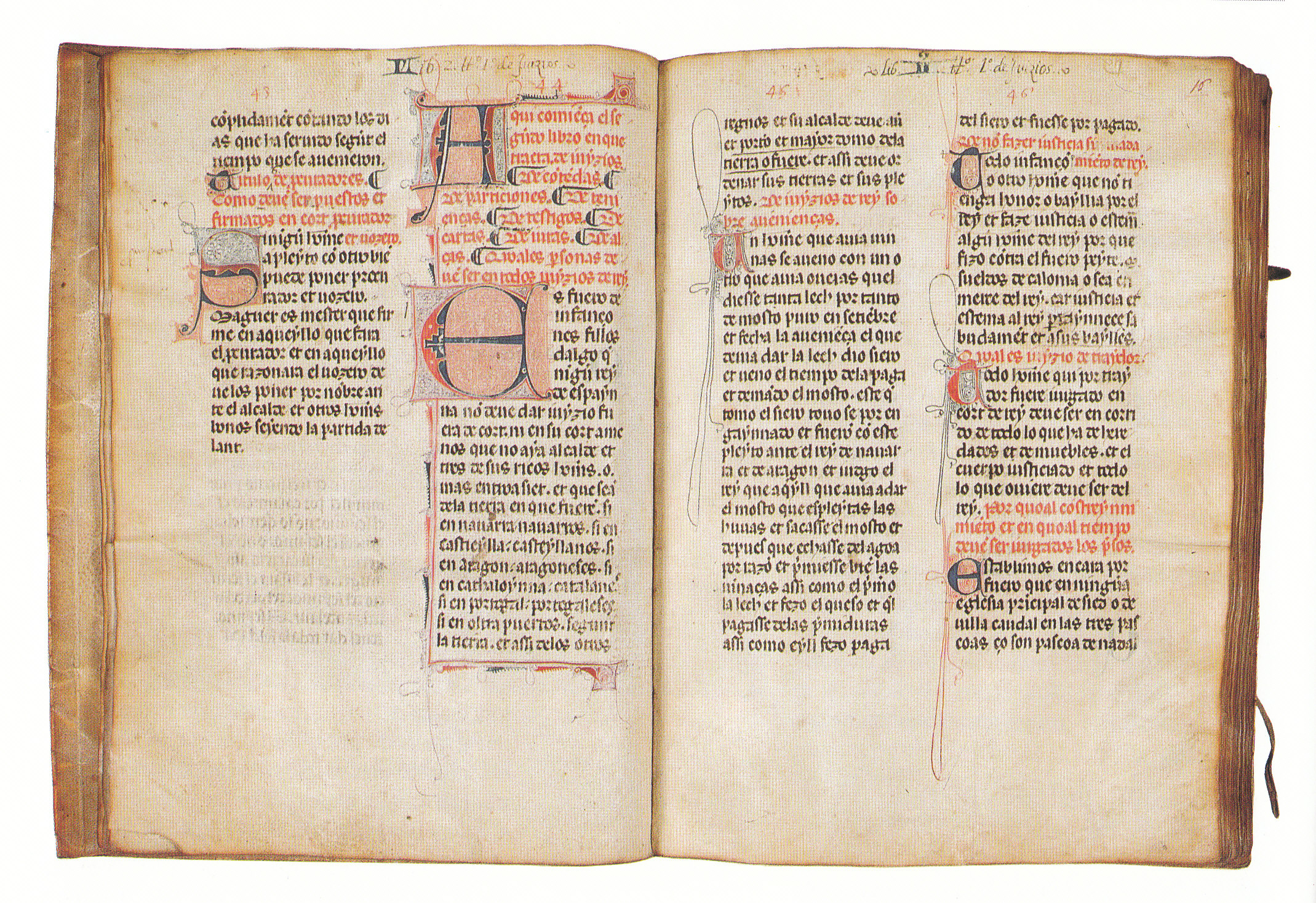
Códice del Fuero General. Archivo General de Navarra

### Intentos frustrados de impresión del Fuero
La existencia de una imprenta en Pamplona a partir de 1499 a cargo de Arnao Guillén de Brocar ofreció la posibilidad de editar el Fuero General con una tirada suficiente para atender la demanda de las instituciones del Reino de Navarra. Por este motivo, en 1511 el rey Juan de Labrit dispuso su impresión, pero el proyecto quedó frustrado por la invasión del reino al año siguiente por las tropas castellanas con el apoyo del bando beamontés. 
En 1519 las Cortes de Navarra volvieron sobre la propuesta de edición, pero las autoridades castellanas la vetaron por entender que podía alentar la soberanía del reino, que hacía solamente cinco años habían incorporado a la corona de Castilla, y  aducían que el Fuero contenía «cosas muy perjudiciales a la preeminencia real». 
A pesar de esta negativa, las Cortes emprendieron la revisión y redacción de lo que pretendían había de ser el texto oficial del Fuero. Esta tarea estaba terminada en 1528. El documento preparado por las Cortes se dio en llamar «Fuero Reducido» (por haber sido revisado, no por estar resumido), pero los monarcas seguían poniendo obstáculos a su publicación y, con buenas palabras y modos corteses, hicieron oídos sordos a las peticiones que las Cortes formularon en 1530, 1552, 1567, 1569 y 1572 y, ya en el siglo XVII, se registraron iniciativas similares y de nuevo infructuosas en los años 1628, 1646 y 1662.

### Primera edición (1686)

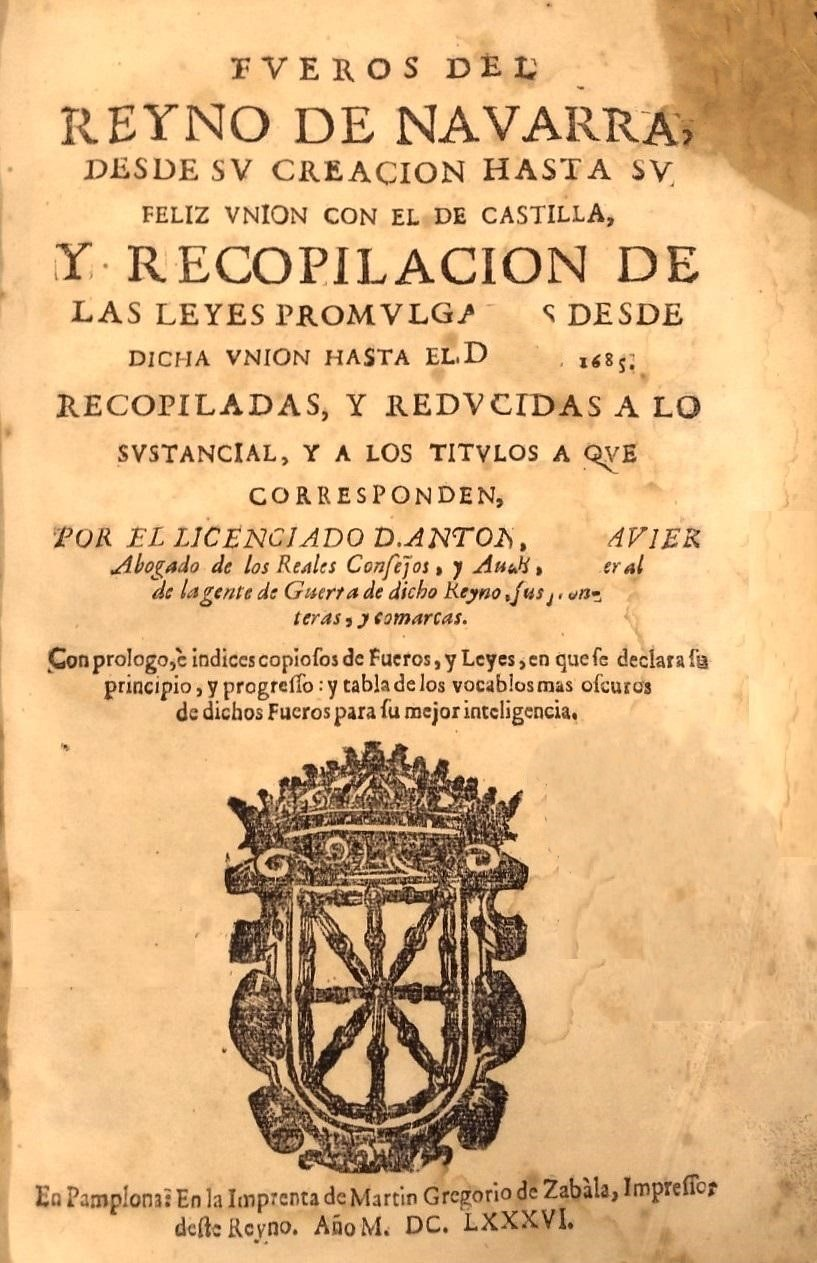
Primera edición impresa del Fuero General (1686)

Al cabo de más de siglo y medio de intentos frustrados, en 1677 se llegó a un acuerdo entre las Cortes del Reino y la autoridad real, representada por el virrey del Reino de Navarra. De esta manera se autorizaba la impresión del Fuero General juntamente con la recopilación de las leyes que se habían aprobado desde la «feliz unión» del Reino de Navarra a la Corona de Castilla registrada en 1515. Había llegado el momento de satisfacer la petición del reino, puesto que las heridas de la guerra de conquista estaban cicatrizadas, no en vano habían transcurrido 165 años; por otra parte, el enfrentamiento fratricida entre beamonteses y agramonteses, que había facilitado la invasión castellana,  había perdido buena parte de su secular virulencia. Sin embargo, no deja de ser sintomático que la edición se autorizó siempre y cuando las leyes del reino independiente de Navarra (el Fuero General) se publicaran juntamente con las aprobadas tras la conquista con la anuencia del rey de Castilla. De esta manera se evidenciaba la unión entre los dos reinos.
La edición se retrasó ocho años por la lentitud de los trabajos del letrado Antonio Chavier en la recopilación de las leyes aprobadas desde 1512 hasta las Cortes de 1685 y la minuciosa revisión del texto definitivo tanto por parte del reino de Navarra como por la corona de Castilla.
Finalmente vio la luz un solemne tomo en folio, de 650 páginas que llevaba un grabado, abierto para esta edición, del legendario ritual del alzamiento, que no coronación, del rey de Navarra. Martín Gregorio de Zabala, en su taller de Pamplona, se encargó de la impresión. Para esta edición institucional se fijó un precio político, entre otros motivos, porque su compra era obligatoria para las poblaciones con más de veinte vecinos.

### Los proyectos frustrados de 1794 y 1804
Las Cortes de Navarra reunidas en 1794 propusieron la edición del Fuero General juntamente con las leyes aprobadas tras la conquista castellana de 1512, puesto que ya habían transcurrido 107 años desde la primera y única edición, la correspondiente a 1686. Para esta ocasión se proponían editar en Fuero General a dos columnas, una con la versión original medieval y la otra con una redacción actualizada. Pero el centralismo político propugnado por el despotismo ilustrado no permitió la publicación de unas leyes privativas que tenían su origen en el reino independiente de Navarra.
En 1804 el Consejo de Navarra, el tribunal supremo controlado por los castellanos, propuso a la Diputación del Reino de Navarra la edición conjunta del Fuero General y de las Ordenanzas que regían el funcionamiento del Consejo. Justificaba esta iniciativa por la escasez de ejemplares existentes lo cual entorpecía el normal funcionamiento de las instancias judiciales de Navarra. Se ha de tener en cuenta que la única edición del Fuero databa de 1686 y la de las Ordenanzas del Consejo era de 1622. La Diputación se opuso a esta iniciativa por entender que la publicación en un mismo tomo del Fuero y de las Ordenanzas del Consejo les confería a éstas el mismo rango, cuando proclamaban que el Fuero General era anterior a la legislación castellana y que tenía preminencia sobre ella.

### La edición de 1815
Fracasada la iniciativa del Consejo Real, dos años después, la Diputación tomo la iniciativa de editar el Fuero General por separado; se ha de tener presente que la única edición existente era la de 1686, que reunía el Fuero y las leyes aprobadas por el Reino después de la conquista de Castilla. El centralismo ilustrado se había atenuado y no hubo dificultades para autorizar la edición cuya impresión se encargó a Paulino Longás. 
Pero la guerra de la Independencia suspendió los trabajos, por las dificultades de aquellos años azarosos y porque el centralismo napoleónico era contrario a las particularidades políticas como las que conservaba el reino de Navarra. Concluida la contienda y restablecido el absolutismo en la figura de Fernando VII, al fin vio la luz la obra “Fueros del Reyno de Navarra, desde su creación, hasta le feliz unión con el de Castilla”. Se trataba de un tomo de trescientas páginas, con papel de calidad, buenos tipos y un grabado sobre la proclamación del rey de Navarra según el rito medieval. Se ha de recordar que la edición del Fuero de 1686 también contenía un grabado de este mismo asunto.

### Edición de Ilarregui y Lapuerta (1869)

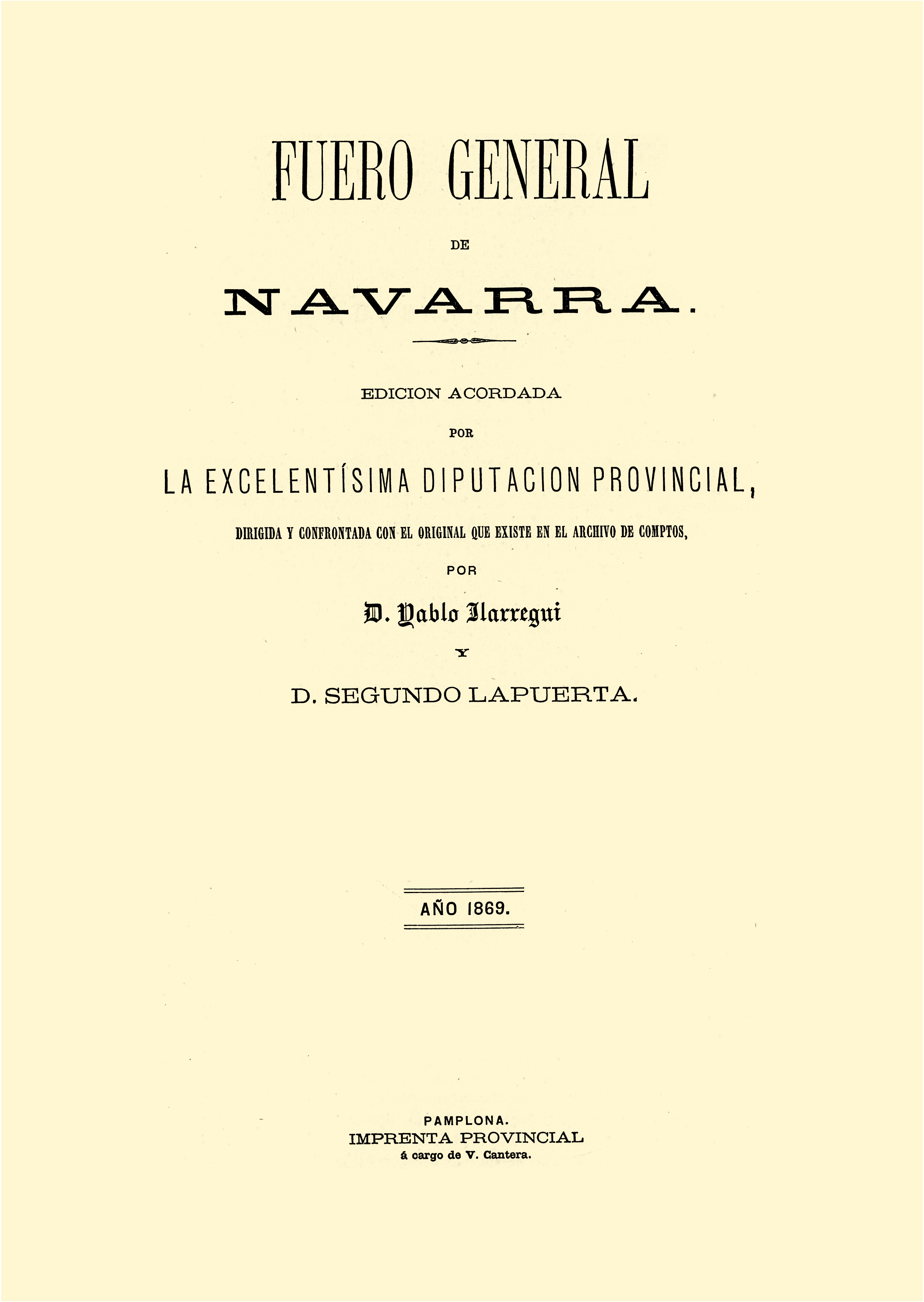
Tercera edición oficial (1869)

En 1869,a instancias de la Diputación Provincial de Navarra,  se publica una edición del “Fuero General de Navarra […] dirigida y confrontada con el original que existe en el Archivo de Comptos”. Eran sus responsables Pablo Ilarregui y Segundo Lapuerta  y había sido impresa en la Imprenta Provincial en un tomo en folio de 207 páginas. En la “Advertencia” que precede al texto del Fuero los autores daban cuenta del encargo que les había hecho la Diputación, a la vista de que no quedaban ejemplares de la edición de 1815, y manifestaban que ésta y la precedente de 1686 adolecían de “errores de bulto” y “omisiones” que con frecuencia hacían incomprensible su lectura. En este sentido precisaban que en la de 1815 faltaban 29 capítulos existentes en el manuscrito medieval y que en otros 17 advirtieron “importantísimas omisiones”, motivadas principalmente para evitar expresiones malsonantes a juicio de los editores precedentes. Concluían que la edición de 1815 no se basó en el original medieval sino en la edición de 1686, hasta el punto de que repetía sus numerosas erratas. Los autores manifestaban que su propósito había consistido en que “la obra saliese todo lo perfecta y acabada que por su reconocida importancia merece”. Y así fue, pues por primera vez se dispuso de una edición asequible y rigurosa.

### Edición carlista de 1895
En la mencionada fecha se publicó “Fueros del Reino de Navarra desde su creación hasta su unión con el de Castilla”, se advierte que en el título se había suprimido la referencia a la “feliz” unión con Castilla. Se trata de una edición modesta, en un volumen de 790 páginas en las que se reproduce el texto oficial sin notas ni referencias. En la parte superior de la portada, precediendo la título, figuraba “Folletos de la ‘Lealtad Navarra”, un periódico carlista publicado en Pamplona entre 1888 y 1897, que imprimía J. Donato Cumia y cuyo nombre también figura en la portada de la impresión aquí comentada.
Para entender el motivo de esta edición se ha de tener en cuenta que el año anterior, en 1894, se había producido en Navarra una gran movilización popular e institucional en contra de la pretensión del gobierno liberal de Sagasta de suprimir su autonomía fiscal, que se dio en llamar “Gamazada” por Germán Gamazo, el ministro de Hacienda que protagonizó la iniciativa. En este contexto, cabe pensar que la publicación del Fuero de Navarra por parte del periódico carlista pretendía poner énfasis en la antigüedad y legitimidad de las instituciones navarras y, por ende, de su régimen fiscal privativo.

### Ediciones delsigloXX
- El Fuero General de Navarra. Edición y versión de J.F. Utrilla. Pamplona, Ediciones y Libros, 2003, 2 v.
- Fuero General de Navarra. Edición de A.J. Martín Duque. Pamplona, Mintzoa, 2005, 2 v.